# Попа, Рэзван
Рэзван Штефан По́па (рум. Răzvan Ștefan Popa; 4 января 1997, Рымнику-Вылча, Румыния) — румынский футболист, защитник.

## Клубная карьера
Рэзван начал заниматься футболом в клуб из своего родного города, «Спортинг» (Рымнику-Вылча). В 10 лет он присоединился к детской команде столичного «Стяуа», а через четыре года перешёл в «Спортул Студенцеск».
17 марта 2012 года, в возрасте 15 лет и 2 месяцев, Попа дебютировал в чемпионате Румынии, выйдя на замену в концовке встречи с бухарестским «Динамо». До конца сезона, по итогам которого «Спортул» покинул высший футбольный дивизион Румынии, защитник принял участие в ещё одной встрече, со «Стяуа».
В сезоне 2012/13 во Второй лиге Рэзван сыграл в трёх матчах чемпионата.
В августе 2013 года Попа присоединился к молодёжной команде итальянского «Интера», предпочтя миланцев английскому «Челси». В феврале 2016 полузащитник был включён в заявки для участия в 2 матчах Серии А, однако на поле не выходил.

## Карьера в сборной
Рэзван в составе юношеской сборной Румынии(до 19 лет) принимал участие во встречах квалификационного раунда чемпионата Европы 2016 против сборных Фарерских островов, Андорры и Швейцарии.